# Margarita von Baden

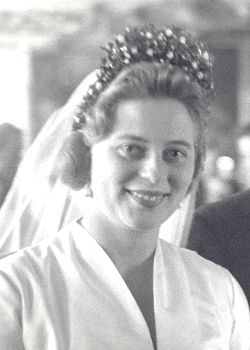
Margarita von Baden

Margarita Alice Thyra Viktoria Maria Louise Scholastica Prinzessin von Baden (Salem (Baden-Württemberg), 14 juli 1932 - Farnham (Surrey), 15 januari 2013) was een prinses uit het huis Baden. 

## Biografie
Baden was oudste kind en dochter van Berthold markgraaf van Baden (1906-1963), sinds 1929 hoofd van het huis Baden, en Theodora prinses van Griekenland en Denemarken (1906-1969), zus van Philip Mountbatten (1921-2021) en daarmee schoonzus van koningin Elizabeth II. In 1957 trouwde zij met Tomislaw prins van Joegoslavië (1928-2000), uit welk huwelijk een zoon Nikolas (1958) en een dochter Katerina (1959) werden geboren. Het huwelijk werd in 1981 ontbonden.
De rouwplechtigheid vond plaats in de orthodoxe kerk van Sint Sava van Servië te Londen; ze werd begraven in haar geboorteplaats.